# Bernardina Fragoso de Rivera
Bernardina Fragoso de Rivera   (San José de Mayo, 20 de maig de 1796 - Montevideo, 31 de desembre de 1863), nom de casada pel qual és coneguda Bernardina Fragoso Laredo, va ser una filantropa i benefactora uruguaiana, primera dama de l'Uruguai de 1830 a 1834 i de 1838 a 1843, pel seu matrimoni amb Fructuoso Rivera.

## Biografia
Va néixer a San José de Mayo el 20 de maig de 1796. Era filla de Pedro Fragoso i de Narcisa Laredo, una família amb una posició social modesta. El 1815, la família es va instal·lar a Montevideo. L'any següent, va casar-se amb el general Fructuoso Rivera, que va ser el primer president constitucional de l'Uruguai, al qual va acompanyar al llarg de la seva trajectòria militar i política, cosa que va significar posar la seva vida en perill diverses vegades; estigué informada de tots els esdeveniments de l'època i sovint va aconsellar el seu marit en aquests assumptes. El matrimoni només van tenir un fill, mort en la infantesa. Altrament, van residir a diversos llocs com Montevideo, Durazno –on van fer construir una gran casa, actual seu del Museu d'Història– i la chacra de l'Arroyo Seco.
Estimada per la seva bondat i tracte senzill, va destacar sempre pel seu civisme i la filantropia. D'ençà la Guerra Gran (1839-1852) s'estigué a Montevideo, on va tenir una intensa activitat en atenció dels perjudicats de la guerra. Arran d'això, i animada pel govern central, va ser fundadora i presidenta de la Societat Filantròpica de Dames Orientals, que creà i finançà un hospital a la ciutat destinat a tenir cura dels malalts i ferits de la guerra, on Fragoso va col·laborar de manera personal atenent els pacients. A més, obrí també les portes de casa seva als més pobres i exercí la caritat. Acabada la guerra, l'1 d'abril de 1853 va ser nomenada per formar part de la Societat de Caritat i Beneficència de Senyores.
El 1854 va enviudar. Ja el darrer any de la seva vida va caure malalta i, com a resultat, va morir el 31 de desembre de 1863.

## Llegat
Les ciutats de Montevideo i d'Artigas tenen un carrer que porta el seu nom.
Al Liceu 33 de Montevideo se li va atorgar el nom de Bernardina Fragoso el 1982.